# آکیکوجوئو
آکیکوجوئو (به ژاپنی: 顕子女王 あきこじょおう) نام دوران کودکی آسامیاکو؛ (تولد ۱۸۳۵ – مرگ ۱۸۹۴)، یک زن در دوره ادو، زن اصلی (سی‌شیتسو) یا میدای‌دوکورو شوگون چهارم توکوگاوا ایه‌تسونا بود.